# Comberanche-et-Épeluche
Comberanche-et-Épeluche ist eine französische Gemeinde mit 165 Einwohnern (Stand 1. Januar 2022) im Département Dordogne in der Region Nouvelle-Aquitaine (vor 2016: Aquitanien). Die Gemeinde gehört zum Arrondissement Périgueux und zum Kanton Ribérac. Die Bewohner werden Comberanchois und Comberanchoises oder Épluchois und Épluchoises genannt.
Der Name in der okzitanischen Sprache lautet Combairancha e Espelucha. Der erste Namensteil ist zusammengesetzt aus den okzitanischen Wörtern comba (deutsch Schlucht oder Talmulde) und aisencha (deutsch in der Nähe von). Eine andere Theorie beruht auf eine Herleitung des Namens einer Person „Aiz“ oder „Aitz“. Der zweite Namensteil der Gemeinde leitet sich vom lateinischen spelunca (deutsch Höhle oder Grotte) ab.

## Geographie
Comberanche-et-Épeluche liegt ca. 35 km nordwestlich von Périgueux in der Region Ribéracois der historischen Provinz Périgord am westlichen Rand des Départements.
Umgeben wird Comberanche-et-Épeluche von den Nachbargemeinden:
|               | Allemans                                    |          |
| Bourg-du-Bost | Kompassrose, die auf Nachbargemeinden zeigt | Allemans |
|               | Vanxains                                    | Ribérac  |

Comberanche-et-Épeluche liegt im Einzugsgebiet des Flusses Dordogne. Die Dronne, ein Nebenfluss der Isle, fließt an der südlichen Grenze zu den Nachbargemeinden Bourg-du-Bost, Vanxains und Ribérac entlang. Der Atier de Comberanche ist eine Abzweigung der Dronne.

## Geschichte
Das Gebiet der Gemeinde ist schon in frühen Zeiten besiedelt, wie die archäologischen Funde von Sarkophagen und Gebeinen belegen. Der Untergrund hat ebenfalls Erdlöcher preisgegeben, die zu einem Verteidigungssystem gehörten. Die Geschichte von Comberanche wird von einer Komturei des Templerordens bestimmt, der im Mittelalter eingerichtet wurde, um die Furt über die Dronne zu kontrollieren. Sie empfing auch Pilger auf dem Jakobsweg nach Santiago de Compostela. Im Jahre 1820 haben sich die Gemeinden Comberanche und Épeluche zur Gemeinde Comberanche-et-Épeluche zusammengeschlossen.

### Toponymie
Toponyme und Erwähnungen von Comberanche-et-Épeluche waren:
- L’Espital de Cumba Ayzencha (13. Jahrhundert, Urkunden des Malteserordens),
- Combayrencha und Combeyranchia (1373 bzw. 1380, Collection de l’abbé de Lespine),
- Comberanche und Epluche (1750, Karte von Cassini),
- Comberanche und Epeluche (1793 und 1801, Notice Communale bzw. Bulletin des Lois).[4][5][6][7]

### Einwohnerentwicklung
Nach Beginn der Aufzeichnungen stieg die Einwohnerzahl in der ersten Hälfte des 19. Jahrhunderts auf einen Höchststand von rund 365. In der Folgezeit sank die Größe der Gemeinde bis zur Jahrtausendwende auf 120 Einwohner, bevor eine moderate Wachstumsphase einsetzte, die in jüngster Zeit stagnierte.
| Jahr      | 1962 | 1968 | 1975 | 1982 | 1990 | 1999 | 2006 | 2010 | 2022 |
| --------- | ---- | ---- | ---- | ---- | ---- | ---- | ---- | ---- | ---- |
| Einwohner | 177  | 161  | 142  | 128  | 130  | 120  | 169  | 178  | 165  |

## Sehenswürdigkeiten

### PfarrkircheSaint-Jean-Baptistein Comberanche

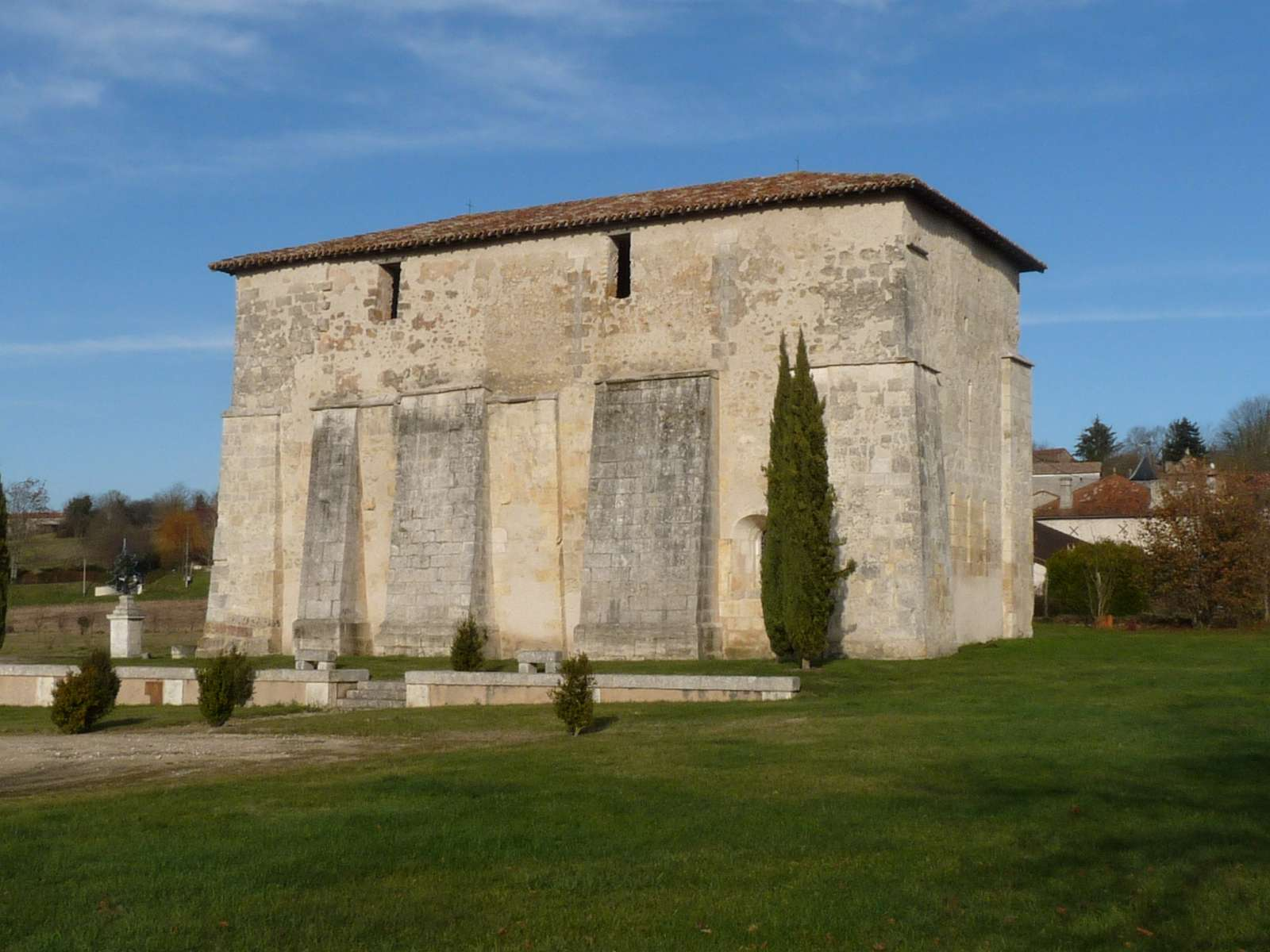
Pfarrkirche Saint-Jean-Baptiste

Das Gebäude war ursprünglich die Kapelle der Komturei des Malteserordens, die sich ein wenig nördlicher befand. Die Johannes dem Täufer geweihte Kirche wurde am Ende des 12. oder zu Beginn des 13. Jahrhunderts errichtet. Nach den Kreuzzügen wurde Comberanche ein wichtiger Etappenort für Pilger auf dem Jakobsweg nach Santiago de Compostela. Als 1854 die Dicke der Südwand vermindert wurde, wurden fünf massive Strebepfeiler errichtet. Die beiden ursprünglichen Strebepfeiler an den Gebäudeecken wurden gleichzeitig in das neue Mauerwerk integriert. Das rechteckige Langhaus mit einem Hauptschiff ist vollständig mit einem Tonnengewölbe ausgestattet, das auf abgeschrägten Kämpfern ruht. Das Eingangsportal auf der Westseite ist spitzbogenförmig und zeigt keinerlei Verzierung. Darüber ist eine sehr schmale Öffnung in der Fassade zu sehen, auf der gleichen Vertikalachse darüber wiederum eine längliche Öffnung, die eine Glocke birgt. Die flache Apsis besitzt vier rundbogenförmige Fensteröffnungen mit Gewänden. Drei Fenster sind horizontal in einer Reihe angeordnet, das vierte oberhalb des mittleren Fensters. Die Südfassade wird auf der rechten Seite ebenfalls durch ein Fenster mit doppeltem Gewände unterbrochen. Unter dem Dach, das mit Hohlziegeln gedeckt ist, befindet sich ein Raum, der zur Verteidigung gedient haben könnte. An der Nordseite ist ein Wohngebäude mit einem Pultdach angebaut. Seit dem 11. Mai 1981 ist die Kirche als Monument historique eingeschrieben. Ein Kelch aus Silber ist ebenfalls seit dem 6. Mai 1982 als Monument historique klassifiziert.

### Ehemalige Komturei von Comberanche

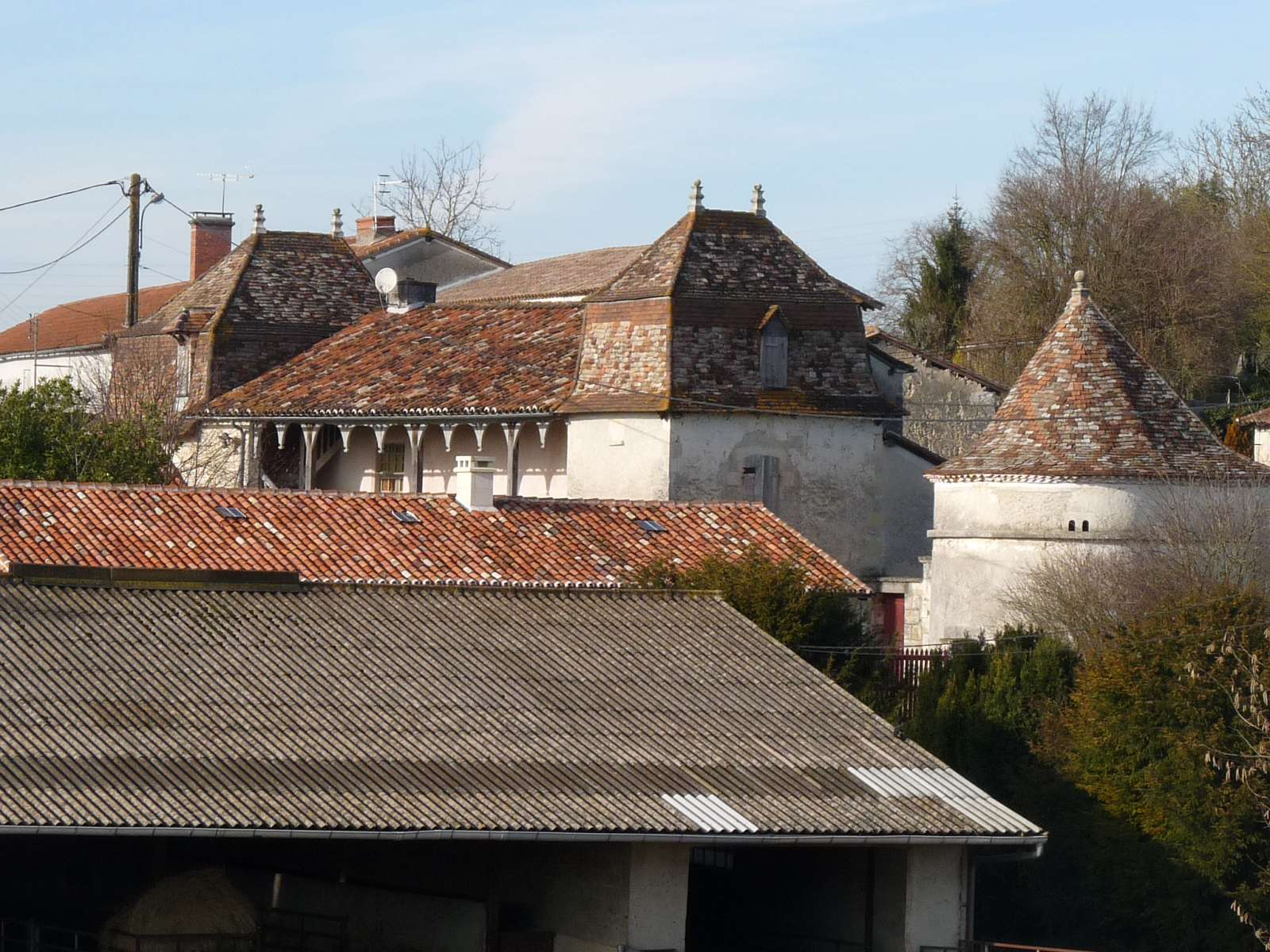
Ehemalige Komturei

Ihre Existenz ist in den Schriften seit dem 13. Jahrhundert bestätigt, und im 14. Jahrhundert wird sie öfter erwähnt. In der Folgezeit gelangte die wichtige Einrichtung bis zum 16. Jahrhundert in den Besitz des Malteserordens. Anschließend wurde die Komturei ab dem 18. Jahrhundert an lokale Honoratioren verpachtet, die den Titel Seigneur Commandeur trugen. Von der Komturei ist die Kapelle übrig geblieben, die heute die Pfarrkirche ist, sowie diverse architektonische Elemente an den Wohnhäusern, die an der Straße liegen, die durch das Zentrum von Comberanche führt. Vermutlich gehörte die Wassermühle von Comberanche dazu, die sich südwestlich am Atier de Comberanche und in der Nähe einer Furt über die Dronne befindet. Die Komturei unterstand der von Condat-sur-Vézère und der Grand prieuré de Toulouse. Sie besaß zwei Zweigniederlassungen, eine in Chambeuil, einem Weiler von Vanxains, und eine in Pheliet, einem Weiler von Bertric-Burée, sowie Grundstücke auf dem Gebiet der Gemeinde Cherval.
Eines dieser Wohnhäuser, das die Hospitalier und anschließend die Ritter des Malteserordens beherbergte, besitzt bestimmte Elemente, die bis in das Ende des 12. Jahrhunderts zurückgehen. Es wurde im 15. Jahrhundert und vor allem im 17. Jahrhundert umgebaut, als eine Galerie angebaut wurde. Sein Grundriss ist rechteckig mit einem abgewinkelten Flügel. Auf der Südseite befindet sich die Dachgalerie in Höhe des ersten Geschosses. Sie ruht auf drei Pfeiler aus Werksteinen. Die Gebäudeecken sind mit zwei Pavillons mit Mansarddächern verziert, die mit Flachziegeln gedeckt sind. Der Haupttrakt besitzt hingegen ein Satteldach mit Hohlziegeln. Der abgewinkelte Flügel hat ein Erd- und ein Dachgeschoss. Etwas entfernt vom Wohnhaus befindet sich ein halbrunder Taubenschlag.
Ein weiteres Haus der ehemaligen Komturei befindet sich nördlich der Straße, die das Zentrum von Comberanche durchzieht. Auch dieses, vermutlich im 14. Jahrhundert errichtete Gebäude diente zunächst den Hospitalier, später den Rittern des Malteserordens als Unterkunft. Im Laufe der Jahrhunderte wurde es mehrfach umgebaut, vor allem im 17. und im 19. Jahrhundert, als ein Teil der Fassade verändert wurde. Der Wohntrakt besteht aus hintereinander liegenden Zimmern entlang einer südöstlichen/nordwestlichen Achse. Die verputzten Wände bestehen aus Bruchstein aus Kalkstein mit Ecksteinen aus Werksteinen. Das Haus ist mit einem Satteldach mit Falzziegeln gedeckt. Im Norden ist das Gebäude vom Garten durch einen Wolfsprung getrennt, einen mit steilen Wänden ausgemauerten Grenzgraben.
Die Mühle der ehemaligen Komturei besteht aus zwei Gebäuden mit unterschiedlichen Funktionen. Die Jahreszahl „1801“ steht auf dem Sturz einer Tür, aber der Ursprung liegt wahrscheinlich früher zurück. Das kleinere Gebäude steht mitten auf dem Fluss und könnte als Mühle zur Erzeugung von Nussöl gedient haben. Sein Aufbau besteht aus Werksteinen für den Unterbau und teilweise verputztem Bruchstein aus Kalkstein für die Wände. Sein Satteldach ist mit Hohlziegeln gedeckt. Das Wasserrad ist nicht mehr vorhanden. Hinter den Absperrschiebern ist heute nur noch eine Vorrichtung zum Fangen von Aalen zu sehen. Der größere Bau, der vermutlich zum Mahlen von Weichweizen diente, befindet sich auf dem rechten Ufer gegenüber der kleineren Mühle. Sein Aufbau ist analog mit Werksteinen für den Unterbau und Bruchstein für die teilweise verputzten Wände realisiert. Sein Krüppelwalmdach ist mit Falzziegeln gedeckt. Er birgt neben der eigentlichen Anlage zum Mahlen einen Viehstall mit Scheune, eine Scheune und einen Wohnbereich. Das Wasserrad mit Radschaufeln ist hier noch vorhanden ebenso wie eine zweite Einrichtung zum Fischfang.

### Ehemalige PfarrkircheNotre-Damein Épeluche

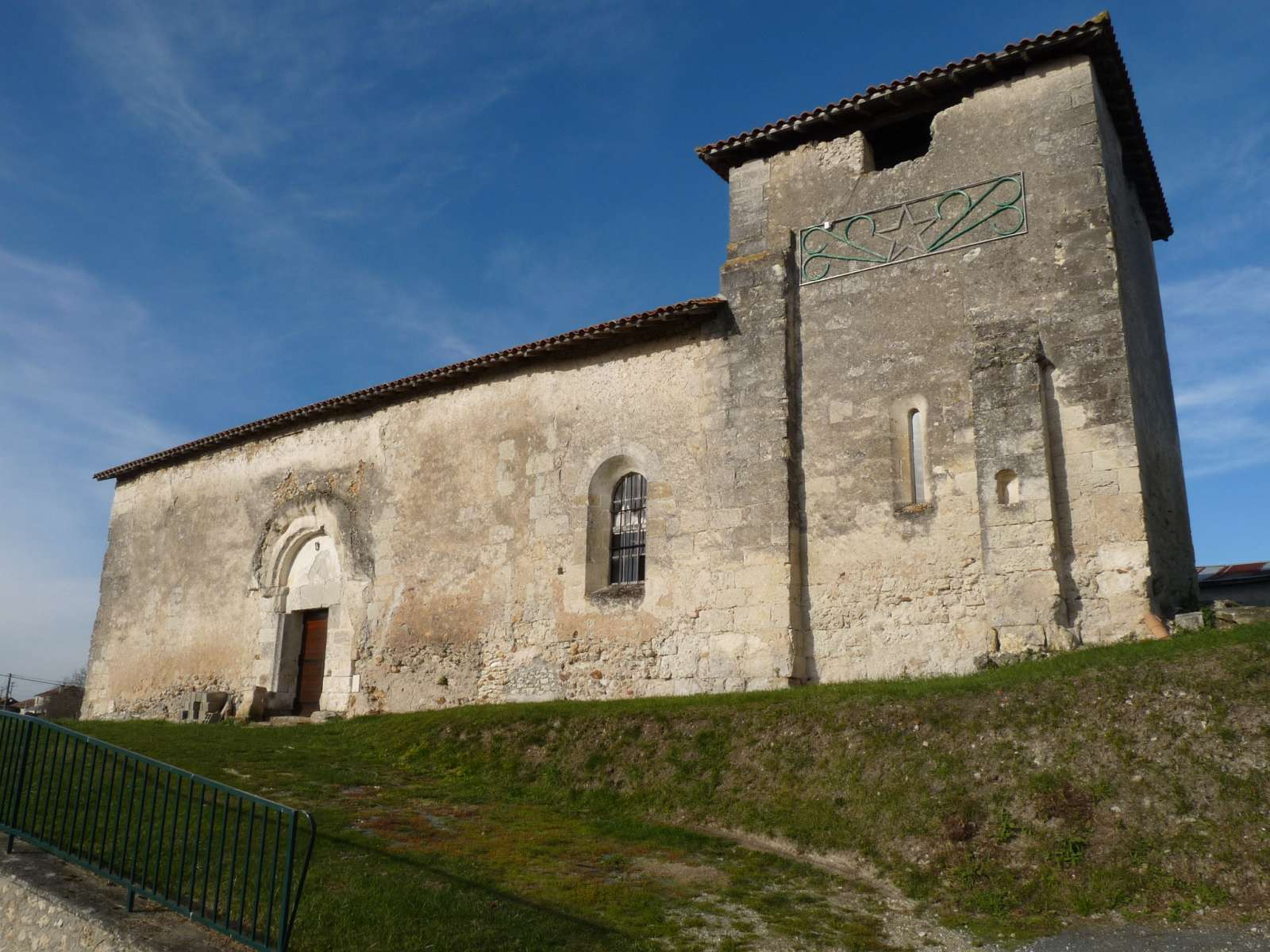
Ehemalige Pfarrkirche Notre-Dame

Die Kirche wurde im 12. Jahrhundert erbaut und in verschiedenen Jahrhunderten umgebaut, insbesondere gegen Ende des Hundertjährigen Krieges oder zu Beginn des 16. Jahrhunderts, als ein Kreuzgewölbe über dem Chor gebaut wurde. Seit dem Jahre 1960 wird die Kirche nicht mehr für den Gottesdienst genutzt, da die Kirche in Comberanche als Pfarrkirche seit der Vereinigung der beiden Gemeinden gilt. Sie dient heute vielmehr zur Unterbringung von Materialien des Festkomitees. Ein Gerücht besagt die Existenz einer Krypta unterhalb des Chors. Das rechteckige Langhaus mit einem Hauptschiff misst drei Jochen in der Länge und mündet in einen schmaleren Chor, über dem sich ein Glockenturm erhebt. Dieser ist mit flachen Strebepfeilern bestückt, die oben auf einen Raum zu Verteidigungszwecken zulaufen. Der Turm ist mit einem Zeltdach mit Hohlziegeln gedeckt. Ein sehr erodiertes romanisches Eingangsportal in der Südfassade gewährt Einlass in das Langhaus. Der Mauerwerksverband seines Tympanons ist schachbrettartig angelegt. Seine Säulen und seine Archivolte sind mit einem Stab der Form einer Höhlung verziert.

### Getreidemühle in Épeluche
Die Mühle von Épeluche ist am Ende des 19. Jahrhunderts errichtet worden. Um 1900 setzte sie sich wie bei der Mühle in Comberanche aus einem Teil zur Erzeugung von Nussöl zusammen, der 1951 abgerissen wurde, und einem weiteren Teil zum Mahlen von Weizen. Die drei Paare von Mahlsteinen wurden ursprünglich von drei Wasserrädern angetrieben. 1924 wurden die Mahlsteine durch drei Walzenstühle ersetzt, die aus der traditionellen Mühle eine Getreidemühle machten. 1948 ersetzte eine Fontaine-Turbine eines der Wasserräder. Zwischen 1924 und 1951 wurde das Gebäude um ein Geschoss erhöht. 1951 wurde ein zusätzliches Gebäude errichtet, um fünf Walzenstühle und ein pneumatisches System zum Transport der Mahlprodukte in Betrieb zu nehmen. 1961 wurden Betonsilos gebaut und gleichzeitig eine zweite Turbine, diesmal des Typs Francis-Turbine, sowie ein neues Reinigungsgerät eingebaut. Die letzten Erweiterungen fanden 1984 und 1985 statt mit dem Bau eines Empfangsgebäudes sowie einer dritten Turbine. Die Mühle ist heute im Besitz der Firma Duchez.

## Wirtschaft und Infrastruktur

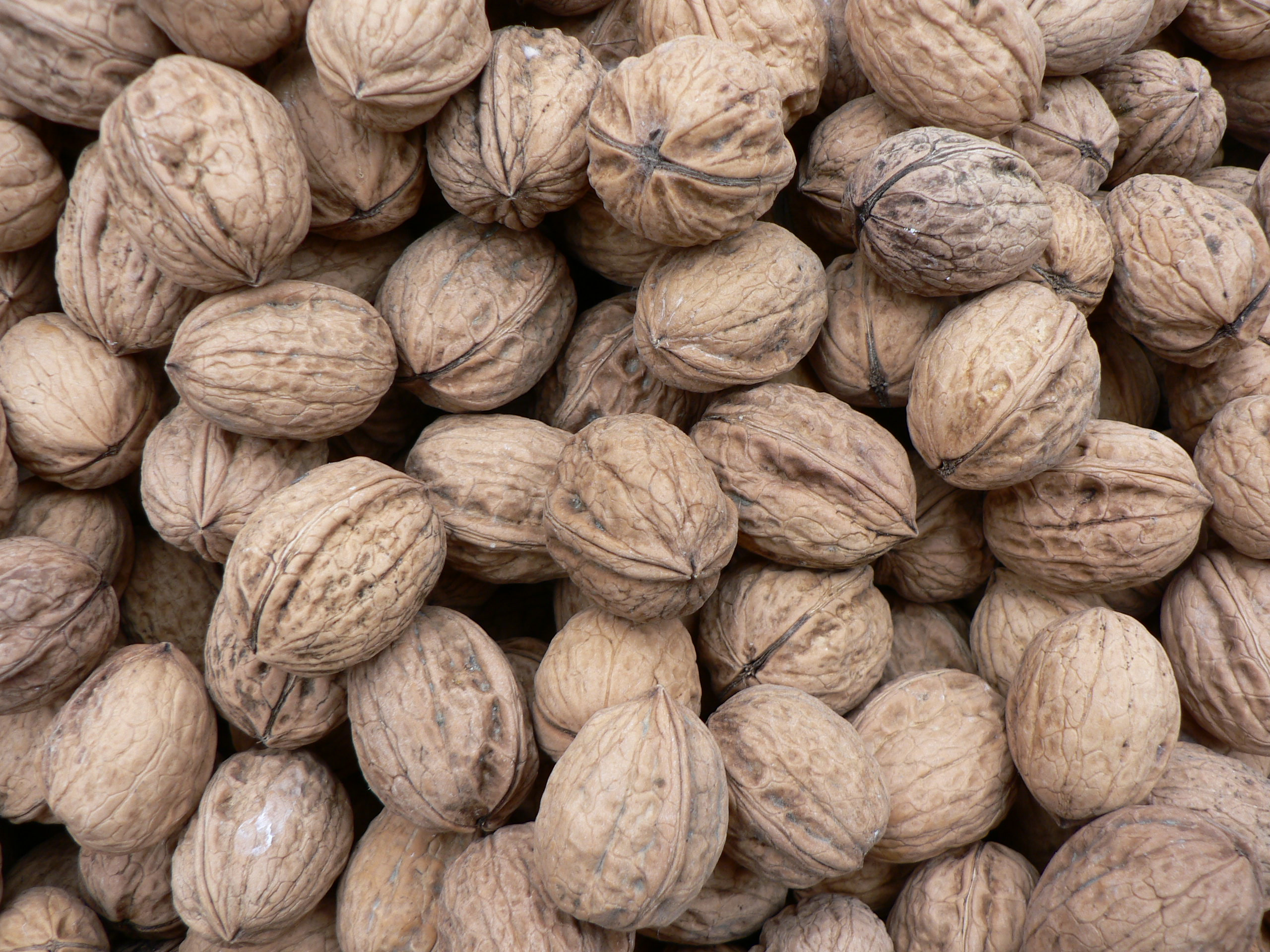
Walnüsse

Comberanche-et-Épeluche liegt in den Zonen AOC der Buttersorten Charentes-Poitou, Charentes und Deux-Sèvres sowie der Noix du Périgord, der Walnüsse des Périgord, und des Nussöls des Périgord.

### Sport und Freizeit
Der Rundweg Autour des églises romanes du ribéracois für Radfahrer besitzt eine Länge von 41,1 km bei einem Höhenunterschied von 125 m. Er startet in Ribérac und führt mit dem Thema „Romanische Kirchen des Ribéracois“ auch durch das Zentrum von Comberanche-et-Épeluche.

### Verkehr
Comberanche-et-Épeluche wird durchquert von der Route départementale 100.